# ایکاروس آئرو ۲
ایکاروس آئرو ۲ (به انگلیسی: Ikarus_Aero_2) یک هواگرد ملخ‌پیشین تک‌موتوره از نوع هواگرد آموزشی ساخت شرکت Ikarus است. هواگرد ایکاروس آئرو ۲ نخستین پروازش را در ۱۹۴۰ میلادی انجام داد. این هواگرد در سال ۱۹۴۸ میلادی رسماً معرفی گردید. در مجموع، تعداد ۲۴۸ فروند از این هواگرد ساخته شده‌است.